# Terrace House
Terrace House (テラスハウス?) es un reality show japonés producido por Fuji TV y a partir de la novena temporada en cooperación con Netflix, en el que tres mujeres y tres hombres viven en la misma casa durante varias semanas. A diferencia de otros programas de televisión donde abandonan todas sus actividades para estar en televisión, en Terrace House el objetivo es ver la convivencia y las relaciones que surgen al vivir juntos, mientras cada uno continúa con sus ocupaciones que generalmente son trabajo, universidad u otros proyectos en los que estén trabajando. 
Las primeras ocho temporadas, tituladas Terrace House: Boys × Girls Next Door, se emitieron en Fuji Television entre el 12 de octubre de 2012 y el 29 de septiembre de 2014, en una casa con terraza en la región de Shōnan, Tokio. Al finalizar se lanzó la película independiente Terrace House: Closing Door, que pretendía ser una continuación y conclusión de las temporadas anteriores. 
El 2 de septiembre de 2015, Netflix y Fuji TV coprodujeron una nueva temporada: Terrace House: Boys & Girls in the City, en una casa con una ubicación desconocida en el centro de Tokio. Netflix la incluyó dentro de sus producciones originales con los derechos de transmisión internacionales y Fuji TV con los derechos para emitir el programa dentro de Japón.
En 2016 Fuji TV y Netflix lanzaron Terrace House: Aloha State y en 2017 Terrace House: Opening New Doors, cuyo lanzamiento internacional fue hasta marzo de 2018.
La quinta y más reciente serie, Tokio 2019-2020, comenzó a transmitirse el 14 de mayo de 2019 y su último episodio el 19 de mayo de 2020, cuando se canceló tras la muerte de la miembro del reparto Hana Kimura.

## Formato
El programa consiste en seis personas, tres hombres y tres mujeres de diferentes edades que van entre los 18 años a los 30. Los participantes viven una casa, y tienen a su disposición dos automóviles, que pueden usar a su gusto. Cada uno generalmente continúa con sus actividades diarias, ir a la universidad, a trabajar, o continuar con proyectos personales. Los participantes pueden irse cuando lo deseen e inmediatamente llega alguien más para que siempre se mantenga el número de personas durante el tiempo que se emita el programa.
Cada capítulo es un resumen de la semana con intervenciones de un grupo de panelistas que analizan todo lo que los concursantes hicieron.

## Elenco de comentaristas
Permanentes:
- You
- Reina Triendl
- Yoshimi Tokui
- Azusa Babazono
- Ryota Yamasato

Temporales:
- Hiroomi Tosaka
- Ayumu Mochizuki
- Kentaro[4]

## Participantes

### Terrace House: Boys & Girls in the City (2015-2016)
| N.º | Nombre           | Nombre             | Apodo      | Ocupación                               | Fecha de nacimiento     | Edad* | Apariciones | Apariciones |
| N.º | Nombre           | Nombre             | Apodo      | Ocupación                               | Fecha de nacimiento     | Edad* | Episodios   | Total       |
| --- | ---------------- | ------------------ | ---------- | --------------------------------------- | ----------------------- | ----- | ----------- | ----------- |
| 01  | Makoto Hasegawa  | 長谷川慎           | Makocchan  | Estudiante universitario                | 21 de noviembre de 1993 | 21    | 01–11       | 11          |
| 02  | Minori Nakada    | 中田みのり         | Minori     | Modelo                                  | 1 de febrero de 1994    | 21    | 01–24       | 24          |
| 03  | Yuuki Adachi     | 安達雄基           | Yuuki/Tap  | Bailarín de claqué                      | 19 de agosto de 1987    | 27    | 01–17       | 17          |
| 04  | Mizuki Shida     | 信太美月           | Mizuki     | Oficinista                              | 8 de diciembre de 1992  | 22    | 01–17       | 17          |
| 05  | Tatsuya Uchihara | 内原達也           | Uchi       | Peluquero                               | 22 de diciembre de 1991 | 23    | 01–24       | 24          |
| 06  | Yuuriko Hayata   | 早田悠里子         | Yuuriko    | Estudiante de medicina                  | 6 de abril de 1992      | 23    | 01–13       | 13          |
| 07  | Arman Bitaraf    | ビタラフ・アルマン | Ah-man     | Aspirante a bombero                     | 4 de diciembre de 1990  | 25    | 11–46       | 36          |
| 08  | Arisa Oohata     | 大畑ありさ         | Arisa      | Diseñadora de sombreros                 | 5 de octubre de 1990    | 25    | 13–28       | 16          |
| 09  | Hikaru Oota      | 太田光る           | Hikaru     | Modelo, obrero                          | 1 de marzo de 1997      | 18    | 19–32       | 14          |
| 10  | Natsumi Saitou   | 斎藤夏美           | Nacchan    | Modelo, aspirante a actriz              | 25 de julio de 1989     | 26    | 19–32       | 14          |
| 11  | Misaki Tamori    | 田森美咲           | Tamo-san   | Artista                                 | 25 de junio de 1992     | 24    | 24–46       | 23          |
| 12  | Yuuto Handa      | 半田悠人           | Han-san    | Arquitecto                              | 11 de noviembre de 1988 | 27    | 25–35       | 11          |
| 13  | Riko Nagai       | 永井理子           | Rikopin    | Estudiante bachillerato                 | 21 de diciembre de 1997 | 18    | 29–46       | 18          |
| 14  | Momoka Mitsunaga | 光永百花           | Momo-chan  | Bailarina de ballet                     | 11 de mayo de 1995      | 20    | 32–39       | 8           |
| 15  | Hayato Terashima | 寺島速人           | Hayato-san | Aprendiz de chef                        | 27 de enero de 1987     | 29    | 32–46       | 15          |
| 16  | Yuuki Byrnes     | バーンズ勇気       | Yuuki      | Bailarín                                | 27 de diciembre de 1992 | 23    | 36–46       | 11          |
| 17  | Masako Endo      | 遠藤政子           | Martha     | Modelo / Aspirante a cuidadora de niños | 9 de agosto de 1993     | 22    | 39–46       | 8           |

*Edad cuando aparecieron por primera vez en Terrace House.

### Terrace House: Aloha State (2016)
| N.º | Nombre                      | Nombre                       | Apodo           | Ocupación                      | Fecha de nacimiento      | Edad* | Apariciones | Apariciones |
| N.º | Nombre                      | Nombre                       | Apodo           | Ocupación                      | Fecha de nacimiento      | Edad* | Episodios   | Total       |
| --- | --------------------------- | ---------------------------- | --------------- | ------------------------------ | ------------------------ | ----- | ----------- | ----------- |
| 01  | Lauren Tsai                 | ローレン・サイ               | Lauren          | Aspirante a ilustradora/Modelo | 11 de febrero de 1998    | 18    | 01–17       | 17          |
| 02  | Yuya Shibusawa              | 澁澤侑哉                     | Yuya            | Aspirante a actor              | 20 de enero de 1998      | 18    | 01–22       | 22          |
| 03  | Avian Ku                    | エビアン・クー               | Avian           | Dependienta                    | 4 de septiembre de 1990  | 26    | 01–22       | 22          |
| 04  | Eric De Mendonca            | エリック デ メンドンサ       | Eric            | Carpintero                     | 11 de agosto de 1989     | 27    | 01–12       | 12          |
| 05  | Naomi Lorraine Frank        | フランク奈緒美ロレイン       | Naomi           | Indecisa                       | 9 de enero de 1993       | 23    | 01–10       | 10          |
| 06  | Yusuke Aizawa               | 鮎澤悠介                     | Yusuke/Eden Kai | Músico/Ukelelista              | 24 de septiembre de 1998 | 18    | 01–10       | 10          |
| 07  | Anna Haneishi               | 羽石杏奈                     | Anna            | Trabajadora a tiempo parcial   | 13 de septiembre de 1994 | 22    | 10–25       | 16          |
| 08  | Taishi Tamaki               | 玉城大志                     | Taishi          | Actor                          | 21 de junio de 1987      | 29    | 10–36       | 27          |
| 09  | Guy Sato                    | 佐藤魁                       | Guy             | Surfista profesional           | 17 de noviembre de 1996  | 20    | 12–30       | 19          |
| 10  | Niki Niwa                   | 丹羽仁希                     | Niki            | Estudiante universitaria       | 15 de octubre de 1996    | 20    | 17–25       | 9           |
| 11  | Cheri Maria Sumikawa Lavoie | シェリ・マリア・澄川・ラボエ | Cheri           | realtor                        | 24 de marzo de 1991      | 25    | 22–36       | 15          |
| 12  | Wesley Nakajima             | 中嶋ウェスリー               | Wez             | rapper                         | 1 de marzo de 1988       | 29    | 22–36       | 15          |
| 13  | Jennifer Mila Hasegawa      | 長谷川 ジェニファー ミラ     | Mila            | Indecisa                       | 7 de julio de 1997       | 19    | 25–30       | 6           |
| 14  | Chikako Fukuyama            | 福山智可子                   | Chika           | Trabajadora a tiempo parcial   | 8 de noviembre de 1988   | 28    | 26–36       | 11          |
| 15  | Mariko Nitta                | 新田満里子                   | Mariko          | banker                         | 12 de septiembre de 1991 | 25    | 30–36       | 7           |
| 16  | Ryo Sekikawa                | 関川良                       | Ryo             | retailer                       | 7 de diciembre de 1990   | 26    | 30–36       | 7           |

*Edad cuando aparecieron por primera vez en Terrace House.

## Episodios

### Terrace House: Boys & Girls in the City (2015-2016)

#### Parte 1
| Episodio # | Título                                       | Fecha de emisión en Netflix | Fecha de emisión en televisión |
| ---------- | -------------------------------------------- | --------------------------- | ------------------------------ |
| 01         | "Chicos nuevos, chicas nuevas, ciudad nueva" | 2 de septiembre de 2015     | 12 de octubre de 2015          |
| 02         | "Tres flechazos"                             | 7 de septiembre de 2015     | 19 de octubre de 2015          |
| 03         | "Policía de ensueño"                         | 14 de septiembre de 2015    | 26 de octubre de 2015          |
| 04         | "Vuelta a llorar"                            | 21 de septiembre de 2015    | 2 de noviembre de 2015         |
| 05         | "Pito, pito, gorgorito"                      | 5 de octubre de 2015        | 9 de noviembre de 2015         |
| 06         | "Un fastidio para todos"                     | 12 de octubre de 2015       | 16 de noviembre de 2015        |
| 07         | "Su verdadero yo"                            | 19 de octubre de 2015       | 23 de noviembre de 2015        |
| 08         | "De noche en la piscina"                     | 26 de octubre de 2015       | 30 de noviembre de 2015        |
| 09         | "¡Un día fabuloso!"                          | 9 de noviembre de 2015      | 7 de diciembre de 2015         |
| 10         | "Antes de que pronuncie las palabras"        | 16 de noviembre de 2015     | 14 de diciembre de 2015        |
| 11         | "El chico que vino de lejos"                 | 23 de noviembre de 2015     | 11 de enero de 2016            |
| 12         | "¿La mejor de las tres?"                     | 30 de noviembre de 2015     | 18 de enero de 2016            |
| 13         | "¿Quién sobrevivirá?"                        | 14 de diciembre de 2015     | 25 de enero de 2016            |
| 14         | "Ikujinashi"                                 | 21 de diciembre de 2015     | 1 de febrero de 2016           |
| 15         | "Líos amorosos"                              | 28 de diciembre de 2015     | 8 de febrero de 2016           |
| 16         | "Costco es la palabra mágica"                | 4 de enero de 2016          | 15 de febrero de 2016          |
| 17         | "Contigo a cualquier parte"                  | 11 de enero de 2016         | 22 de febrero de 2016          |
| 18         | "La peor cita de la historia"                | 25 de enero de 2016         | 29 de febrero de 2016          |

#### Parte 2
| Episodio # | Título                              | Fecha de emisión en Netflix | Fecha de emisión en televisión |
| ---------- | ----------------------------------- | --------------------------- | ------------------------------ |
| 19         | "Una pesadilla de Navidad"          | 8 de febrero de 2016        | 11 de abril de 2016            |
| 20         | "Manostijeras"                      | 15 de febrero de 2016       | 18 de abril de 2016            |
| 21         | "La cuestión del bol de poke"       | 22 de febrero de 2016       | 25 de abril de 2016            |
| 22         | "La cuestión de la carne"           | 29 de febrero de 2016       | 2 de mayo de 2016              |
| 23         | "La carne de la discordia"          | 14 de marzo de 2016         | 9 de mayo de 2016              |
| 24         | "Nueva chica sexy"                  | 21 de marzo de 2016         | 16 de mayo de 2016             |
| 25         | "Don Perfecto"                      | 28 de marzo de 2016         | 23 de mayo de 2016             |
| 26         | "El amor está en el aire"           | 4 de abril de 2016          | 30 de mayo de 2016             |
| 27         | "Me río más cuando estoy contigo"   | 11 de abril de 2016         | 6 de junio de 2016             |
| 28         | "Llora que te llora"                | 18 de abril de 2016         | 13 de junio de 2016            |
| 29         | "Pesadilla de pijamas"              | 25 de abril de 2016         | 20 de junio de 2016            |
| 30         | "Ella decida en el amor"            | 9 de mayo de 2016           | 27 de junio de 2016            |
| 31         | "Natsumi y Fuyumi"                  | 23 de mayo de 2016          | 4 de julio de 2016             |
| 32         | "¿Bailamos a pas de deux?"          | 30 de mayo de 2016          | 11 de julio de 2016            |
| 33         | "El primer chapuzón"                | 6 de junio de 2016          | 18 de julio de 2016            |
| 34         | "Hamburguesa por partida doble"     | 13 de junio de 2016         | 25 de julio de 2016            |
| 35         | "Adiós, don Perfecto"               | 27 de junio de 2016         | 2 de agosto de 2016            |
| 36         | "El bocata de Byrnes"               | 4 de julio de 2016          | 9 de agosto de 2016            |
| 37         | "En el amor, ve despacio"           | 11 de julio de 2016         | 16 de agosto de 2016           |
| 38         | "Pronto dice Te quiero"             | 18 de julio de 2016         | 23 de agosto de 2016           |
| 39         | "La chica cañón se entrega al amor" | 2 de agosto de 2016         | 30 de agosto de 2016           |
| 40         | "Intimidades veraniegas"            | 9 de agosto de 2016         | 6 de septiembre de 2016        |
| 41         | "Más suerte esta vez"               | 16 de agosto de 2016        | 13 de septiembre de 2016       |
| 42         | "Chico sensible, chica sensible"    | 23 de agosto de 2016        | 20 de septiembre de 2016       |
| 43         | "Y va contándolo por ahí"           | 6 de septiembre de 2016     | 4 de octubre de 2016           |
| 44         | "El coste de una mentira"           | 13 de septiembre de 2016    | 11 de octubre de 2016          |
| 45         | "El especial Riko"                  | 20 de septiembre de 2016    | 18 de octubre de 2016          |
| 46         | "Adiós, Terrace House in the City"  | 27 de septiembre de 2016    | 25 de octubre de 2016          |

### Terrace House: Aloha State (2016-)
| Episodio # | Título                                | Fecha de emisión en Netflix | Fecha de emisión en televisión |
| ---------- | ------------------------------------- | --------------------------- | ------------------------------ |
| 01         | "Terrace House en el estado de Aloha" | 1 de noviembre de 2016      | 28 de noviembre de 2016        |
| 02         | "La Madonna de 18 años"               | 8 de noviembre de 2016      | TBA                            |
| 03         | "Por que no consigue novia"           | 15 de noviembre de 2016     | TBA                            |
| 04         | "Más que un abrazo"                   | 22 de noviembre de 2016     | TBA                            |
| 05         | "Es difícil compartir una casa"       | 6 de diciembre de 2016      | TBA                            |
| 06         | "Voy a avanzar"                       | TBA                         | TBA                            |
| 07         | "La leyenda"                          | TBA                         | TBA                            |
| 08         | "Sabor a pescado en la primera cita"  | TBA                         | TBA                            |